# 三瀬インターチェンジ

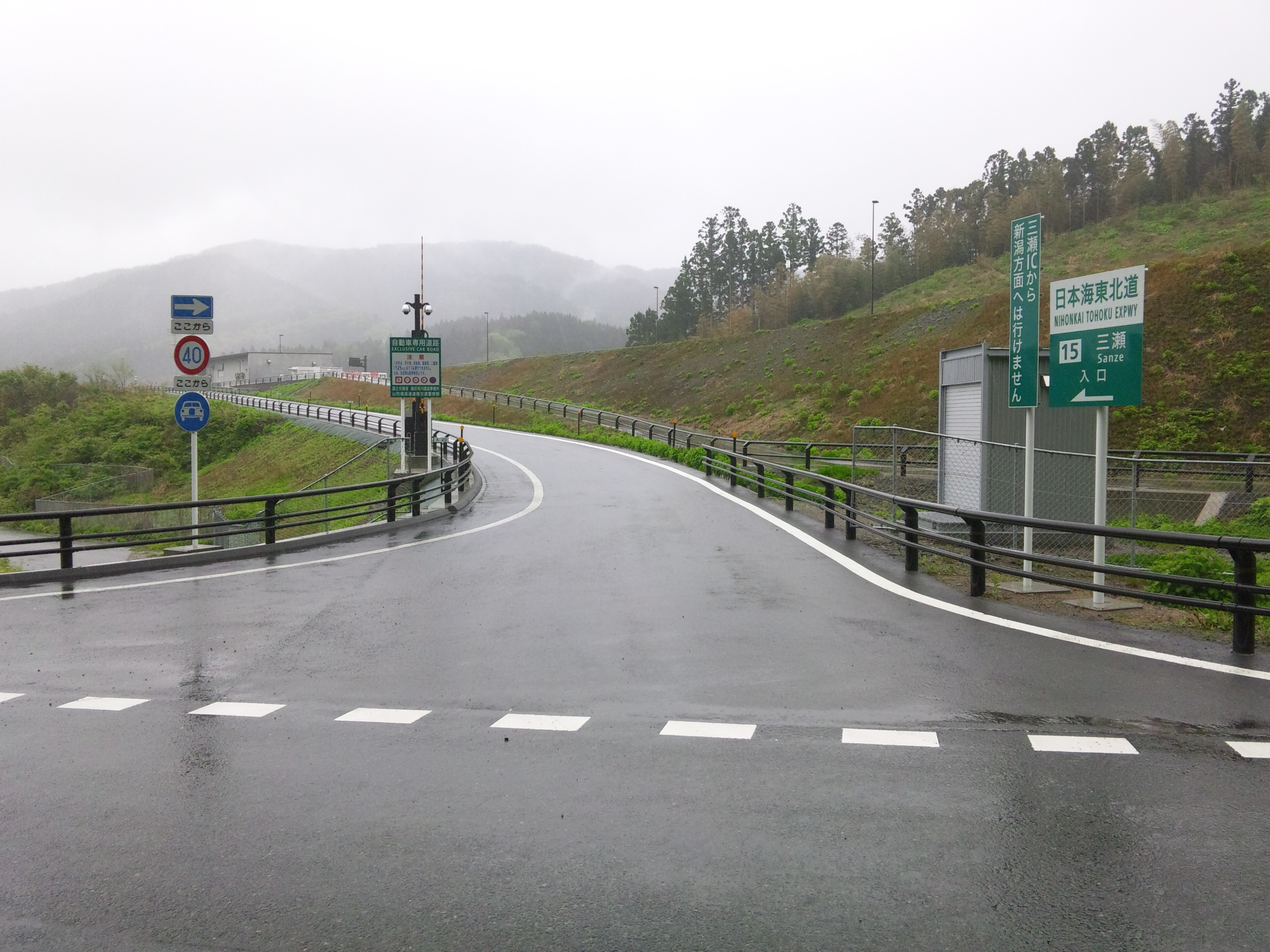
酒田方面入り口

三瀬インターチェンジ（さんぜインターチェンジ）は、山形県鶴岡市にある日本海東北自動車道のインターチェンジ（地域活性化インターチェンジ）である。

## 概要
あつみ温泉IC - 鶴岡JCT間は、新直轄方式での建設が決まり、当初途中にインターチェンジは設置されない予定だったが、あつみ温泉IC - 鶴岡JCT間の距離が長いため、インターチェンジとして整備することになった。また、当ICは三瀬トンネル建設用の取付道路を除雪車が方向転換するための道路として活用したもので、開通と同時に一般車両も日本海東北自動車道への流出入ができるようになった。
なお、本来は除雪車用の施設として構想されたこともあり、鶴岡方面にのみ接続するハーフインターチェンジとなっている。
鶴岡JCT方面のハーフインターチェンジで、新直轄区間のため、料金所は設置されていない。
あつみ温泉IC - いらがわIC間には長大トンネルであるあつみトンネルがあり、危険物積載車輌の通行が禁止されている。但し当IC - 鶴岡西ICまでは長大トンネルはないものの、このICから危険物積載車輌の通行が規制されている。

## 道路

### 本線
- E7 日本海東北自動車道（15番）

### 接続する道路
- 直接接続
  - 鶴岡市道
- 間接接続
  - 山形県道334号三瀬水沢線
  - 国道7号

## 歴史
- 2012年（平成24年）
  - 2月22日 : IC名称が「三瀬IC」で正式決定[1]。
  - 3月24日 : あつみ温泉IC - 鶴岡JCT間開通に伴い供用開始[1]。

## 周辺
- 八森山スキー場
- 三瀬駅（JR羽越本線）
- 小波渡駅（JR羽越本線）
- つるおかユースホステル

## 隣
E7 日本海東北自動車道
(14) いらがわIC - (15) 三瀬IC - (16) 鶴岡西IC
- ハーフインターチェンジのためいらがわIC方面への流出入はできない。